# منزل سید محمدباقر عالم آیت‌اللهی
منزل سید محمدباقرعالم آیت اللهی مربوط به دوره قاجار است و در شیراز، خیابان قاآنی ـ کوچه حسینیه کردها واقع شده و این اثر در تاریخ ۱۸ مهر ۱۳۵۶ با شمارهٔ ثبت ۱۴۹۴ به‌عنوان یکی از آثار ملی ایران به ثبت رسیده است.